# Донський Григорій Маркович
Григо́рій Ма́ркович Донський (рос. Григорий Маркович Донской; 8 грудня 1924, Іваново-Вознесенськ — 28 грудня 1992, Харків) — радянський та український історик єврейського походження, вчитель історії та методист, автор шкільного підручника «Історія Середніх віків» для 6-го класу (у співавторстві з Катериною Агібаловою). Лауреат Державної премії СРСР (1973). Учасник Німецько-радянської війни.

## Життєпис
Григорій Донський народився 8 грудня 1924 року у місті Іваново-Вознесенськ (зараз Іваново) в єврейській родині. Його батьки були лікарями, обидва здобули освіту за межами Російської імперії. Батько, Марк Григорович Донський, певний час працював заступником наркома охорони здоров'я РСФСР та завідував Азово-Чорноморським крайздравом. Окрім Григорія, у родині була ще одна дитина — його молодший брат. У 1937 році Марка Донського було арештовано і згодом страчено.
За порадою свого товариша, матір перевезла родину з Ростова-на-Дону до Актюбінська, де в той час мешкало багато «ворогів народу». Брати Донські добре навчалися у школі та багато часу приділяли читанню. Після здобуття середньої освіти у 1942 році, Григорій хотів продовжити навчання у військовій академії, але йому було відмовлено як сину «ворога народу».
З початком німецько-радянської війни матір пропонувала Григорію піти працювати на завод, щоб таким чином уникнути призову до армії, однак він не послухав її та пішов добровольцем на фронт. Після проходження тримісячного курсу молодого бійця був направлений служити у званні сержанта до складу лижного батальйону на Північно-Західному фронті. Чотири з половиною місяці провів на фронті озброєний протитанковою рушницею системи Дегтярьова. Був важко поранений 23 лютого 1943 року під Старою Руссою, куля пройшла навиліт через живіт. Тривалий час пролежав на снігу, поки його не знайшли санітари та не відвезли волокушею до медичного санітарного батальйону. Григорій Донський довго лікувався, переніс кілька операцій і був виписаний зі шпиталю лише у 1945 році. Отримав статус «інваліда Великої Вітчизняної війни».
Після демобілізації поступив на історичний факультет Харківського університету. У 1947 році переніс чергову операцію, після якої багато років міг писати тільки лежачи, для чого обладнав спеціальну дошку. Спеціалізувався на історії середніх віків. Під час навчання Донський написав кілька наукових праць, які були відмічені високими оцінками, а його доповіді отримували призи на студентських конференціях. Однак, через наклеп одного зі студентів, він вважався «аполітичним» та «ворогом народу». Тому після закінчення університету у 1950 році, його не допустили навчатися в аспірантурі й відправили працювати вчителем історії у сільську школу. Через проблеми зі здоров'ям він був вимушений залишитися у Харкові, протягом пів року після випуску його кілька разів госпіталізували. Пізніше йому вдалося влаштуватися вчителем історії на третину ставки в одну з харківських шкіл. З 1963 року працював учителем історії в новоствореній Харківській фізико-математичній школі № 27.
У другій половині 1950-х років, на перерві одного з семінарів для вчителів історії, його колега Катерина Агібалова запропонувала стати співавтором шкільного підручника з історії середніх віків. Спочатку він відмовився, але через два роки згодився. Як потім згадував Донський, підручник він писав з «відчаю та безвиході» й оцінював його написання як «прорив з буден». Агібалова з Донським почали роботу над підручником за пів року до оголошення Всесоюзного конкурсу підручників з історії для середніх шкіл, який відбувся у 1961 році. Їх підручник «Історія Середніх віків» став кращим серед чотирнадцяти робіт і отримав першу премію. Від попередніх підручників з історії робота Агібалової та Донського відрізнялася простотою та ясністю викладання матеріалу, великою кількістю ілюстрацій та точно вивіреною методологією.
Наступного року підручник Агібалової та Донського вийшов у друк, всього він витримав понад 25 перевидань. За перші тридцять років, з дати публікації підручника, він двічі докорінно перероблювався авторами. У нових версіях автори приділяли увагу не тільки освіті та вихованню учня, але і його розвитку. Окрім СРСР, підручник видавався у Польщі, Чехословаччині, В'єтнамі, Монголії та Кубі. У 1973 році Катерині Агібаловій з Григорієм Донським «за підручник для 6 класу „Історія Середніх віків“ (1971, 10-е видання)» було присуджено Державну премію СРСР в галузі науки і техніки.
В останні роки життя, через бурхливі події в країні, розмірковував над можливістю емігрувати. Він відкидав можливість переїхати до Німеччини, через те, що йому не подобалася перспектива, у разі госпіталізації, лежати в одній палаті з ветераном СС. Ідея оселитися у США йому також не подобалася, а до репатріації в Ізраїль, навпаки, ставився позитивно. Однак через проблеми зі здоров'ям залишився в Україні. Григорій Донський помер 28 грудня 1992 року у Харкові.

## Наукова діяльність
Наприкінці життя він вирішив доповнити свій підручник інформацією про історію єврейського народу у середні віки. У радянський час ця тема замовчувалася, і Донський побачив можливість включити її у нове видання підручника вже в незалежній Україні, хоча працювати у цьому напрямку почав ще у 1970-х роках. Він підготував дві додаткові глави — «Євреї у мусульманському світі» та «Єврейське населення середньовічних міст». Через брак джерел з цієї тематики в Україні, Донський багато працював з ізраїльськими джерелами, які йому пересилали друзі та учні. Однак у Міністерстві освіти України вирішили не включати ці глави до наступного, вже посмертного, видання підручника, хоча теми з історії євреїв були включені до програми з історії середніх віків. У 1994 році глави були надруковані у харківській російськомовній газеті «Шалом». У передмові газета звинувачувала тодішнього міністра освіти і науки України Петра Таланчука у невключенні цих глав у підручник. Публіцист Фелікс Рахлін вважав цей вчинок міністра актом юдофобії. Сучасний спеціаліст з розвитку дитини, Євген Крашенінніков, аналізуючи підручник Агібалової та Донського у виданні 2013 року під редакцією А. Сванідзе, зазначав, що він містить фактичні помилки, цитати приводяться у скороченому вигляді та вирвані із контексту. Підручник написаний мовою, яке не підходить віку школярів і містить багато фактів, імен та подій, які можна лише заучити.
Крім роботи над підручником, Донський займався написанням методичних статей, навчальних посібників та досліджень з дидактики. Методичні праці з викладання історії у школі, які він написав у співавторстві з Катериною Агібаловою, були високо оцінені спеціалістами. Серед його нереалізованих планів було створення єдиного інтегрованого курсу історії середніх віків, де історія Західної Європи була б пов'язана з історією Русі.
Донський одним з перших почав досліджувати психологію учнів. Він враховував особливість свідомості дванадцятирічних школярів, їхню можливість сприймати світ минулого, так само як і сьогодення. Багато настанов з цієї тематики було опубліковано в його посмертній монографії «Целый мир уложить на странице». Один з рецензентів назвав її «романом про шкільний підручник». У ній Донський також багато уваги приділяв лаконічній стилістиці в історіографії.

## Особисте життя
Публіцист Фелікс Рахлін підкреслював, що обидва співавтори підручника зазнавали утисків від радянської влади: Катерина Агібалова потерпала за те, що залишилася на окупованій території, а Григорій Донський — через своє єврейське походження. Катерина Агібалова згадувала, як голови обласного і міського відділів народної освіти дорікали їй, що вона взяла у співавтори єврея, і обіцяли, що не дадуть йому «піднятися». На думку Рахліна, Донському вдалося винести утиски та відстояти підручник завдяки «солдатській натурі та бійцівському характеру».
Катерина Агібалова відзначала, що Григорій Донський «відмінний вчитель, глибокий знавець історії, умілий методист.… І пише добре: просто і захоплююче».
Був одружений з З. І. Дубинською-Донською, мав дочку Олену. Григорій Донський мав велику домашню бібліотеку, крім історичної літератури він зібрав значну колекцію російської та зарубіжної художньої літератури. Товаришував з візантиністом Мареном Фрейденбергом, який разом з Феліксом Рахліним у 1998 році написали статтю про Григорія Донського у журналі «Швут» який видавав Інституту діаспори Тель-Авівського університету.
При історичному факультеті Харківського національного університету імені В. Н. Каразіна у 1999 році була створена стипендія імені Г. М. Донського. Нею заохочується студент-відмінник, який спеціалізується на кафедрі історіографії, джерелознавства та археології.

## Науковий доробок
Всього за життя написав 74 наукові роботи.
- Агибалова Е. В., Донской Г. М. История средних веков: Учебник для 6-го класса. — Москва : Учпедгиз, 1962. — 272 с. (рос.)
- Агибалова Е. В., Донской Г. М. Методика преподавания истории средних веков: Пособие для учителей. — Москва : Просвещение, 1966. — 314 с. (рос.)
- Агибалова Е. В., Донской Г. М. Методическое пособие по истории средних веков в 6 классе. — Москва : Просвещение, 1978. — 338 с. — (Библиотека учителя истории и обществоведения) (рос.)
- Донской Г. М. Целый мир уложить на странице. — Москва : Просвещение, 1992. — 251 с. — ISBN 9785090031462. (рос.)

## Нагороди
- орден Вітчизняної війни I ступеня (6 квітня 1985)[2]
- медаль «За відвагу» (17 лютого 1972)[2]
- медаль «За перемогу над Німеччиною у Великій Вітчизняній війні 1941—1945 рр.» (9 травня 1945)[2]
- державна премія СРСР в галузі науки і техніки (1973)[9]

### Коментар
1. ↑  Проти вручення їй державної премії виступив парторг школи де вона працювала — Анатолій Тарасенко. Він вважав аморальним давати премію «колабораціоністці» і писав протестні листи до ЦК КПРС та в інші інстанції[22].